# Olympische Sommerspiele 2012/Teilnehmer (Chinese Taipei)
| Gelbes Symbol für Goldmedaillen mit stilisierten Olympischen Ringen | Graues Symbol für Silbermedaillen mit stilisierten Olympischen Ringen | Braundes Symbol für Bronzemedaillen mit stilisierten Olympischen Ringen |
| ------------------------------------------------------------------- | --------------------------------------------------------------------- | ----------------------------------------------------------------------- |
| 1                                                                   | —                                                                     | 1                                                                       |

Die Republik China nahm unter dem Namen Chinesisch Taipeh in London an den Olympischen Spielen 2012 teil. Es war die insgesamt 13. Teilnahme an Olympischen Sommerspielen. Vom NOK Zhonghua Aolinpike Weiyuanhui wurden insgesamt 44 Athleten in 14 Sportarten nominiert.

## Medaillengewinner

### Gold
| Name          | Sportart     | Wettkampf                                 |
| ------------- | ------------ | ----------------------------------------- |
| Hsu Shu-ching | Gewichtheben | Gewichtheben der Frauen, Klasse bis 53 kg |

### Bronze
| Name           | Sportart  | Wettkampf                              |
| -------------- | --------- | -------------------------------------- |
| Tseng Li-cheng | Taekwondo | Taekwondo der Frauen, Klasse bis 57 kg |

## Teilnehmer nach Sportarten

### Badminton
| Athleten                       | Wettbewerb | Gruppenphase                                                    | Gruppenphase                                                           | Gruppenphase  | Gruppenphase | Achtelfinale  | Achtelfinale       | Viertelfinale      | Viertelfinale      | Halbfinale    | Halbfinale    | Finale        | Finale        | Rang |
| Athleten                       | Wettbewerb | Gegner                                                          | Ergebnis                                                               | Punkte        | Rang         | Gegner        | Ergebnis           | Gegner             | Ergebnis           | Gegner        | Ergebnis      | Gegner        | Ergebnis      | Rang |
| ------------------------------ | ---------- | --------------------------------------------------------------- | ---------------------------------------------------------------------- | ------------- | ------------ | ------------- | ------------------ | ------------------ | ------------------ | ------------- | ------------- | ------------- | ------------- | ---- |
| Frauen                         |            |                                                                 |                                                                        |               |              |               |                    |                    |                    |               |               |               |               |      |
| Cheng Shao-chieh               | Einzel     | S. Prutsch N. Yiğit                                             | 2:0 (21:11, 21:9) 2:0 (21:10, 21:6)                                    | 4:0 (84:36)   | 1            | Gu Juan       | 2:0 (21:18, 21:10) | Wang Y.            | 0:2 (14:21, 11:21) | ausgeschieden | ausgeschieden | ausgeschieden | ausgeschieden | 5    |
| Tai Tzu-ying                   | Einzel     | A. Nieminen V. Montero                                          | 2:0 (21:11, 21:14) 2:0 (21:6, 21:10)                                   | 4:0 (84:41)   | 1            | Li X.         | 0:2 (16:21, 21:23) | ausgeschieden      | ausgeschieden      | ausgeschieden | ausgeschieden | ausgeschieden | ausgeschieden | 9    |
| Chien Yu Chin Cheng Wen-hsing  | Doppel     | S. M. Sari Yao L. J. Gutta A. Ponnappa M. Fujii R. Kakiiwa      | 2:1 (18:21, 21:15, 21:15) 1:2 (23:25, 21:16, 18:21) 2:0 (21:19, 21:11) | 5:3 (153:143) | 1            | -             | -                  | Tian Q. Zhao Y.    | 0:2 (10:21, 14:21) | ausgeschieden | ausgeschieden | ausgeschieden | ausgeschieden | 5    |
| Männer                         |            |                                                                 |                                                                        |               |              |               |                    |                    |                    |               |               |               |               |      |
| Hsu Jen-hao                    | Einzel     | W. Iwanow Shon W. H.                                            | 0:2 (15:21, 13:21) 0:2 (14:21, 10:21)                                  | 0:4 (52:84)   | 3            | ausgeschieden | ausgeschieden      | ausgeschieden      | ausgeschieden      | ausgeschieden | ausgeschieden | ausgeschieden | ausgeschieden |      |
| Lee Sheng-mu Fang Chieh-min    | Doppel     | I. Kindervater J. Schöttler R. Smith G. Warfe Cai Y. Fu H.      | 2:0 (21:15, 21:16) 2:0 (21:14, 21:13) 0:2 (19:21, 13:21)               | 4:2 (116:100) | 2            | -             | -                  | M. Boe C. Mogensen | 0:2 (16:21, 18:21) | ausgeschieden | ausgeschieden | ausgeschieden | ausgeschieden | 5    |
| Mixed                          |            |                                                                 |                                                                        |               |              |               |                    |                    |                    |               |               |               |               |      |
| Chen Hung-ling Cheng Wen-hsing | Doppel     | Chan P. S. Goh L. Y. S. Prapakamol S. Thungthongkam Ma J. Xu C. | 2:1 (21:12, 6:21, 21:15) 0:2 (15:21, 16:21) 0:2 (16:21, 20:22)         | 2:5 (115:133) | 3            | ausgeschieden | ausgeschieden      | ausgeschieden      | ausgeschieden      | ausgeschieden | ausgeschieden | ausgeschieden | ausgeschieden |      |

### Bogenschießen
| Athleten                                    | Wettbewerb | Qualifikation | Qualifikation | 1. Runde              | 1. Runde | 2. Runde             | 2. Runde | Achtelfinale      | Achtelfinale | Viertelfinale    | Viertelfinale     | Halbfinale | Halbfinale | Finale | Finale   | Rang |
| Athleten                                    | Wettbewerb | Ringe         | Rang          | Gegner                | Ergebnis | Gegner               | Ergebnis | Gegner            | Ergebnis     | Gegner           | Ergebnis          | Gegner     | Ergebnis   | Gegner | Ergebnis | Rang |
| ------------------------------------------- | ---------- | ------------- | ------------- | --------------------- | -------- | -------------------- | -------- | ----------------- | ------------ | ---------------- | ----------------- | ---------- | ---------- | ------ | -------- | ---- |
| Frauen                                      |            |               |               |                       |          |                      |          |                   |              |                  |                   |            |            |        |          |      |
| Lei Chien-ying                              | Einzel     | 638           | 39            | Begül Löklüoğlu       | 6:0      | Carina Christiansenu | 4:6      | -                 | -            | -                | -                 | -          | -          | -      | -        | 17   |
| Lin Chia-en                                 | Einzel     | 667           | 5             | Nurul Syafiqah Hashim | 6:2      | Bérengère Schuh      | 5:6      | -                 | -            | -                | -                 | -          | -          | -      | -        | 17   |
| Tan Ya-ting                                 | Einzel     | 671           | 3             | Nathalie Dielen       | 6:4      | Elena Richter        | 6:2      | Pia Lionetti      | 2:6          | -                | -                 | -          | -          | -      | -        | 9    |
| Lei Chien-ying Lin Chia-en Tan Ya-ting      | Mannschaft | 1976          | 3             | -                     | -        | -                    | -        | -                 | -            | Russland         | 216(T26):216(T28) | -          | -          | -      | -        | 5    |
| Männer                                      |            |               |               |                       |          |                      |          |                   |              |                  |                   |            |            |        |          |      |
| Chen Yu-cheng                               | Einzel     | 649           | 54            | Mauro Nespoli         | 6:2      | Wiktor Ruban         | 0:6      | -                 | -            | -                | -                 | -          | -          | -      | -        | 17   |
| Kuo Cheng-wei                               | Einzel     | 660           | 40            | Elias Malave          | 6:5      | Ahmed El-Nemr        | 6:2      | Markijan Iwaschko | 6:0          | Rick van der Ven | 0:6               | -          | -          | -      | -        |      |
| Wang Cheng-pang                             | Einzel     | 663           | 333           | Daniel Felipe Pineda  | 6:0      | Im Dong-Hyun         | 4:6      | -                 | -            | -                | -                 | -          | -          | -      | -        | 17   |
| Chen Yu-cheng Kuo Cheng-wei Wang Cheng-pang | Mannschaft | 1972          | 11            | -                     | -        | -                    | -        | Italien           | 206:216      | -                | -                 | -          | -          | -      | -        | 9    |

### Fechten
| Athleten    | Wettbewerb   | 1. Runde       | 1. Runde | 2. Runde         | 2. Runde | Achtelfinale  | Achtelfinale  | Viertelfinale | Viertelfinale | Halbfinale    | Halbfinale    | Finale        | Finale        | Rang |
| Athleten    | Wettbewerb   | Gegner         | Ergebnis | Gegner           | Ergebnis | Gegner        | Ergebnis      | Gegner        | Ergebnis      | Gegner        | Ergebnis      | Gegner        | Ergebnis      | Rang |
| ----------- | ------------ | -------------- | -------- | ---------------- | -------- | ------------- | ------------- | ------------- | ------------- | ------------- | ------------- | ------------- | ------------- | ---- |
| Frauen      |              |                |          |                  |          |               |               |               |               |               |               |               |               |      |
| Hsu Jo-ting | Degen Einzel | Mona Hassanein | 15:10    | Ana Maria Brânză | 8:15     | ausgeschieden | ausgeschieden | ausgeschieden | ausgeschieden | ausgeschieden | ausgeschieden | ausgeschieden | ausgeschieden | 17   |

### Gewichtheben
| Athleten        | Wettbewerb         | Reißen  | Reißen | Stoßen  | Stoßen | Zweikampf | Zweikampf | Rang |
| Athleten        | Wettbewerb         | Gewicht | Rang   | Gewicht | Rang   | Gewicht   | Rang      | Rang |
| --------------- | ------------------ | ------- | ------ | ------- | ------ | --------- | --------- | ---- |
| Frauen          |                    |         |        |         |        |           |           |      |
| Hsu Shu-ching   | Klasse bis 53 kg   | 96 kg   | 2      | 123 kg  | 2      | 219 kg    | 1         | Gold |
| Kuo Hsing-Chun  | Klasse bis 58 kg   | 99 kg   | 8      | 129 kg  | 8      | 228 kg    | 8         | 8    |
| Huang Shih-Hsu  | Klasse bis 69 kg   | 110 kg  | 7      | 131 kg  | 7      | 241 kg    | 7         | 7    |
| Männer          |                    |         |        |         |        |           |           |      |
| Chen Shih-chieh | Klasse über 105 kg | 182 kg  | 10     | 236 kg  | 10     | 418 kg    | 10        | 10   |

### Judo
| Athleten   | Wettbewerb       | 1. Runde Round of 64 | 1. Runde Round of 64 | 2. Runde Round of 32         | 2. Runde Round of 32 | Achtelfinale Round of 16 | Achtelfinale Round of 16 | Viertelfinale Viertelfinale | Viertelfinale Viertelfinale | Hoffnungsrunde Halbfinale Repechage | Hoffnungsrunde Halbfinale Repechage | Halbfinale    | Halbfinale    | Hoffnungsrunde Finale Bronze Medal | Hoffnungsrunde Finale Bronze Medal | Finale        | Finale        | Rang |
| Athleten   | Wettbewerb       | Gegner               | Ergebnis             | Gegner                       | Ergebnis             | Gegner                   | Ergebnis                 | Gegner                      | Ergebnis                    | Gegner                              | Ergebnis                            | Gegner        | Ergebnis      | Gegner                             | Ergebnis                           | Gegner        | Ergebnis      | Rang |
| ---------- | ---------------- | -------------------- | -------------------- | ---------------------------- | -------------------- | ------------------------ | ------------------------ | --------------------------- | --------------------------- | ----------------------------------- | ----------------------------------- | ------------- | ------------- | ---------------------------------- | ---------------------------------- | ------------- | ------------- | ---- |
| Männer     |                  |                      |                      |                              |                      |                          |                          |                             |                             |                                     |                                     |               |               |                                    |                                    |               |               |      |
| Tu Kai-Wen | Klasse bis 66 kg | –                    | –                    | Chaschbaataryn Tsagaanbaatar | 001 – 0111           | ausgeschieden            | ausgeschieden            | ausgeschieden               | ausgeschieden               | ausgeschieden                       | ausgeschieden                       | ausgeschieden | ausgeschieden | ausgeschieden                      | ausgeschieden                      | ausgeschieden | ausgeschieden | 17   |

### Leichtathletik
Laufen und Gehen
| Männer         |              |         |    |               |               |               |               |    |
| Chen Chieh     | 400 m Hürden | 50,27 s | 32 | ausgeschieden | ausgeschieden | ausgeschieden | ausgeschieden | 32 |
| Chang Chia-che | Marathon     | -       | -  | -             | -             | 2:29:58 h     | 2:29:58 h     | 77 |

Springen und Werfen
| Athleten         | Wettbewerb   | Qualifikation | Qualifikation | Finale        | Finale        | Rang |
| Athleten         | Wettbewerb   | Weite/Höhe    | Rang          | Weite/Höhe    | Rang          | Rang |
| ---------------- | ------------ | ------------- | ------------- | ------------- | ------------- | ---- |
| Frauen           |              |               |               |               |               |      |
| Li Wen-hua       | Diskuswerfen | 59,91 m       | 22            | ausgeschieden | ausgeschieden | 22   |
| Lin Chia-ying    | Kugelstoßen  | 17,43 m       | 26            | ausgeschieden | ausgeschieden | 26   |
| Männer           |              |               |               |               |               |      |
| Lin Ching-hsuan  | Weitsprung   | 7,38 m        | 33            | ausgeschieden | ausgeschieden | 33   |
| Chang Ming-huang | Kugelstoßen  | 20,25 m       | 12            | 19,99 m       | 12            | 12   |

### Radsport

#### Bahn
Mehrkampf
| Omnium Frauen |          |    |   |    |    |              |    |    |          |   |    |    |
| Hsiao Mei-yu  | 14,793 s | 11 | 2 | 17 | 17 | 3:49,051 min | 16 | 15 | 36,482 s | 9 | 85 | 17 |

#### Straße
| Athleten     | Wettbewerb    | Zeit                     | Rang |
| ------------ | ------------- | ------------------------ | ---- |
| Frauen       |               |                          |      |
| Hsiao Mei-yu | Straßenrennen | außerhalb des Zeitlimits | -    |

### Rudern
| Athleten      | Wettbewerb | Vorlauf     | Vorlauf | Hoffnungslauf  | Hoffnungslauf | Viertelfinale | Viertelfinale | Halbfinale  | Halbfinale | Finale      | Finale | Rang |
| Athleten      | Wettbewerb | Zeit        | Rang    | Zeit           | Rang          | Zeit          | Rang          | Zeit        | Rang       | Zeit        | Rang   | Rang |
| ------------- | ---------- | ----------- | ------- | -------------- | ------------- | ------------- | ------------- | ----------- | ---------- | ----------- | ------ | ---- |
| Männer        |            |             |         |                |               |               |               |             |            |             |        |      |
| Wang Ming-hui | Einer      | 7:15,77 min | 23      | Boot zu leicht | 5             | –             | –             | 7:33,18 min | 25         | 7:33,28 min | 26     | 26   |

### Schießen
| Athleten       | Wettbewerb        | Qualifikation | Qualifikation | Finale        | Finale        | Ringe | Rang |
| Athleten       | Wettbewerb        | Ringe         | Rang          | Ringe         | Rang          | Ringe | Rang |
| -------------- | ----------------- | ------------- | ------------- | ------------- | ------------- | ----- | ---- |
| Frauen         |                   |               |               |               |               |       |      |
| Tien Chia-chen | Luftpistole 10 m  | 378           | 27            | ausgeschieden | ausgeschieden | 378   | 27   |
| Tien Chia-chen | Sportpistole 25 m |               |               |               |               |       |      |
| Yu Ai-wen      | Luftpistole 10 m  | 375           | 36            | ausgeschieden | ausgeschieden | 375   | 36   |
| Lin Yi-Chun    | Trap              |               |               |               |               |       |      |

### Schwimmen
| Athleten       | Wettbewerb          | Vorlauf     | Vorlauf | Halbfinale    | Halbfinale    | Finale        | Finale        | Rang |
| Athleten       | Wettbewerb          | Zeit        | Rang    | Zeit          | Rang          | Zeit          | Rang          | Rang |
| -------------- | ------------------- | ----------- | ------- | ------------- | ------------- | ------------- | ------------- | ---- |
| Frauen         |                     |             |         |               |               |               |               |      |
| Chen I-Chuan   | 100 m Brust         | 1:11,28 min | 38      | ausgeschieden | ausgeschieden | ausgeschieden | ausgeschieden | 38   |
| Cheng Wan-Jung | 200 m Schmetterling | 2:14,29 min | 28      | ausgeschieden | ausgeschieden | ausgeschieden | ausgeschieden | 28   |
| Cheng Wan-Jung | 200 m Lagen         | 2:17,39 min | 31      | ausgeschieden | ausgeschieden | ausgeschieden | ausgeschieden | 31   |
| Männer         |                     |             |         |               |               |               |               |      |
| Hsu Chi-chieh  | 200 Schmetterling   | 1:59,81 min | 30      | ausgeschieden | ausgeschieden | ausgeschieden | ausgeschieden | 30   |

### Segeln
Fleet Race
| Athleten  | Wettbewerb      | Qualifikation | Qualifikation | Medal Race    | Medal Race    | Punkte | Rang |
| Athleten  | Wettbewerb      | Punkte        | Rang          | Punkte        | Rang          | Punkte | Rang |
| --------- | --------------- | ------------- | ------------- | ------------- | ------------- | ------ | ---- |
| Männer    |                 |               |               |               |               |        |      |
| Chang Hao | Windsurfen RS:X | 289           | 35            | ausgeschieden | ausgeschieden | 289    | 35   |

### Taekwondo
| Athleten       | Wettbewerb       | Achtelfinale      | Achtelfinale | Viertelfinale     | Viertelfinale | Halbfinale    | Halbfinale    | Hoffnungsrunde Halbfinale | Hoffnungsrunde Halbfinale | Hoffnungsrunde Finale | Hoffnungsrunde Finale | Finale        | Finale                 | Rang   |
| Athleten       | Wettbewerb       | Gegner            | Ergebnis     | Gegner            | Ergebnis      | Gegner        | Ergebnis      | Gegner                    | Ergebnis                  | Gegner                | Ergebnis              | Gegner        | Ergebnis               | Rang   |
| -------------- | ---------------- | ----------------- | ------------ | ----------------- | ------------- | ------------- | ------------- | ------------------------- | ------------------------- | --------------------- | --------------------- | ------------- | ---------------------- | ------ |
| Frauen         |                  |                   |              |                   |               |               |               |                           |                           |                       |                       |               |                        |        |
| Yang Shu-chun  | Klasse bis 49 kg | Sumeyye Manz      | 10:3         | Chanatip Sonkham  | 0:6           | ausgeschieden | ausgeschieden | ausgeschieden             | ausgeschieden             | ausgeschieden         | ausgeschieden         | ausgeschieden | ausgeschieden          | 9      |
| Tseng Li-cheng | Klasse bis 57 kg | Rangsiya Nisaisom | 4:1          | Andrea Paoli      | 5:2           | Jade Jones    | 6:10          | -                         | -                         | -                     | -                     | Suvi Mikkonen | Kampf um Platz 3: 14:2 | Bronze |
| Männer         |                  |                   |              |                   |               |               |               |                           |                           |                       |                       |               |                        |        |
| Wei Chen-yang  | Klasse bis 58 kg | Lê Huỳnh Châu     | 5:1          | Alexei Denissenko | 7:10          | ausgeschieden | ausgeschieden | ausgeschieden             | ausgeschieden             | ausgeschieden         | ausgeschieden         | ausgeschieden | ausgeschieden          | 9      |

### Tennis
| Athleten                      | Wettbewerb | 1. Runde     | 1. Runde        | 2. Runde                        | 2. Runde      | Achtelfinale                        | Achtelfinale   | Viertelfinale                    | Viertelfinale | Halbfinale | Halbfinale | Finale | Finale   |
| Athleten                      | Wettbewerb | Gegner       | Ergebnis        | Gegner                          | Ergebnis      | Gegner                              | Ergebnis       | Gegner                           | Ergebnis      | Gegner     | Ergebnis   | Gegner | Ergebnis |
| ----------------------------- | ---------- | ------------ | --------------- | ------------------------------- | ------------- | ----------------------------------- | -------------- | -------------------------------- | ------------- | ---------- | ---------- | ------ | -------- |
| Frauen                        |            |              |                 |                                 |               |                                     |                |                                  |               |            |            |        |          |
| Hsieh Su-wei                  | Einzel     | Peng Shuai   | 3:6, 7:63, 5:7  | –                               | –             | –                                   | –              | –                                | –             | –          | –          | –      | –        |
| Hsieh Su-wei Chuang Chia-jung | Doppel     | –            | –               | Rushmi Chakravarthi Sania Mirza | 6:1, 3:6, 6:1 | Flavia Pennetta Francesca Schiavone | 6:73, 7;5, 6:4 | Andrea Hlaváčková Lucie Hradecká | 3:6, 4:6      | –          | –          | –      | –        |
| Männer                        |            |              |                 |                                 |               |                                     |                |                                  |               |            |            |        |          |
| Lu Yen-hsun                   | Einzel     | Malek Jaziri | 6:710, 6:4, 3:6 | –                               | –             | –                                   | –              | –                                | –             | –          | –          | –      | –        |

### Tischtennis
| Athleten         | Wettbewerb | Vorrunde | Vorrunde | 1. Runde | 1. Runde | 2. Runde       | 2. Runde | 3. Runde      | 3. Runde | 4. Runde      | 4. Runde | Viertelfinale | Viertelfinale | Halbfinale | Halbfinale | Bronze-Spiel       | Bronze-Spiel |
| Athleten         | Wettbewerb | Gegner   | Ergebnis | Gegner   | Ergebnis | Gegner         | Ergebnis | Gegner        | Ergebnis | Gegner        | Ergebnis | Gegner        | Ergebnis      | Gegner     | Ergebnis   | Gegner             | Ergebnis     |
| ---------------- | ---------- | -------- | -------- | -------- | -------- | -------------- | -------- | ------------- | -------- | ------------- | -------- | ------------- | ------------- | ---------- | ---------- | ------------------ | ------------ |
| Frauen           |            |          |          |          |          |                |          |               |          |               |          |               |               |            |            |                    |              |
| Chen Szu-yu      | Einzel     | –        | –        | –        | –        | Krisztina Tóth | 4:3      | Feng Tianwei  | 1:4      | –             | –        | –             | –             | –          | –          | –                  | –            |
| Huang Yi-Hua     | Einzel     | –        | –        | –        | –        | Miao Miao      | 4:0      | Li Qian       | 0:4      | –             | –        | –             | –             | –          | –          | –                  | –            |
| Männer           |            |          |          |          |          |                |          |               |          |               |          |               |               |            |            |                    |              |
| Chuang Chih-Yuan | Einzel     | –        | –        | –        | –        | –              | –        | Daniel Zwickl | 4:0      | Andrej Gaćina | 4:2      | Adrian Crișan | 4:0           | Wang Hao   | 1:4        | Dimitrij Ovtcharov | 2:4          |